# Beyazıtlar, Ödemiş
Beyazıtlar là một xã thuộc huyện Ödemiş, tỉnh İzmir, Thổ Nhĩ Kỳ. Dân số thời điểm năm 2010 là 268 người.